# Amomum gymnopodum
Amomum gymnopodum là một loài thực vật có hoa trong họ Gừng. Loài này được Karl Moritz Schumann đặt tên khoa học đầu tiên năm 1899 nhưng không cung cấp mô tả khoa học (ined.).

## Phân bố
Loài này có ở miền nam đảo Sulawesi (Makassar), Indonesia.